# 부양청구권
부양청구권(扶養請求權)은 대한민국 민법 제974조에 근거한 부양의무를 부양의무자에게 청구할 권리이다. 이때 부양대상자가 자력이나 근로로써 생활을 영위할 수 있다면 의무를 이행하지 않아도 된다.
직계혈족은 서로에게 부양청구권이 있다. 하지만 일반적으로 부모는 미성년자 자녀에게 부양을 포함한 양육의무가 있고 성년자는 부모보다 생활력이 강하므로 부양청구권은 노쇠한 부모가 자식에게 행사하는 경우가 많다.
부양청구권은 일신전속권으로 채권자대위권의 객체가 되지 않는다.(민법 404조 제1항 단서) 부양청구권은 양도할 수 없으므로 질권의 목적이 될 수 없다. 또 압류금지채권이므로(민사소송법 제579조 제1호), 이를 수동채권으로 한 상계는 허용되지 않는다.(제497조) 단 이를 자동채권으로 하는 상계는 허용된다. 